# Еліас Гурвич
Еліас Гурвич (нім. Elias Hurwicz; 1 травня 1884, Рогачов, Російська імперія, — 30 вересня 1973, Західний Берлін) — єврейсько-німецький соціолог, перекладач та публіцист.

## Життєпис
Батьком Еліаса був торговець лісом, публіцист і вчений Саул-Ізраїль Гурвич (Шай Іш-Гурвич; 1861—1922), родом з Уваровичів на Гомельщині, автор серії робіт на івриті про юридичне та соціальне становище єврейського народу, а також біографії Ієди Галеві, який мав ще двох дітей — Ісера (Ісар Гурвич) та Басю (Бетті). Мати, Сара Тумаркін, походила з Рогачова. Через деякий час після народження Еліаса сім'я переїхала до міста Глухова Чернігівської губернії. У 1902 році Еліас Гурвич вступив до Київського університету, також зайнявшись удосконаленням своєї німецької мови (яка була домашньою для багатьох освічених російських євреїв). У 1905 році сім'я Гурвичів, побоюючись можливих погромів, переїхала до Берліна. Еліас вступив до Берлінського університету, де в результаті отримав освітньо-науковий ступінь доктора права. Після початку Першої світової війни Гурвич-старший був висланий до Російської імперії, а Еліас зміг залишитися в Німеччині.
Після війни Еліас Гурвич став відомий у колах німецької політичної громадськості як автор багатьох публікацій, головними темами яких були російський революційний рух та зміни на політичній карті Східної Європи. У 1922 році до Берліну переїхав далекий родич Гурвича історик Шимон Дубнов, і Гурвич переклав німецькою мовою останній том його «Всесвітньої історії єврейського народу», що вперше вийшла у видавництві Jüdische Verlag. У 1926 році він переклав дубнівські «Листи про старе і нове єврейство», а в 1937 році разом з Бернгардом Гіршбергом-Шрадером переклав скорочений варіант автобіографії Дубнова, що вийшов у берлінському видавництві Jüdischen Buchvereinigung (Еліас Гурвич також став редактором). Крім політичних та соціологічних робіт Гурвич також перекладав твори Льва Толстого та Шолома Аша. Публікувався також у пресі на івриті.
Після приходу нацистів до влади книга Еліаса Гурвича Geschichte der jüngsten russischen Revolution була включена до списку книг, що підлягають знищенню, а в 1938 році вона потрапила до списку шкідливої і небажаної літератури (крім неї, в цьому списку опинилися ще дві книги Гурвича: Geschichte des russischen Bürgerkrieges та Zur Reform des politischen Denkens). Проте завдяки своєму шлюбу з німкенею Гурвич пережив Голокост, як і його донька Ангелика , яка також була одружена з німцем. Еліас Гурвич входив до складу «Імперського об'єднання євреїв у Німеччині» та працював у єврейській школі.
Після війни Еліас Гурвич активно друкувався у виданнях єврейської громади Берліна.
Дочка Еліаса Ангеліка Гурвич стала актрисою та режисером і працювала в Берліні, у тому числі в «Берлінер ансамблі». По материнській лінії Гурвич перебував у спорідненості з швейцарським філософом Анною Тумаркін.

## Твори
- Rudolf von Ihering und die deutsche Rechtswissenschaft: mit besonderer Berücksichtigung des Strafrechts. — Berlin: J. Guttentag, GmbH, 1911.
- Russlands politische Seele. Russische Bekenntnisse. — Berlin: S. Fischer, 1918.
- Die Seelen der Völker. — Gotha: F. A. Perthes, 1920.
- Zur Reform des politischen Denkens. — München: Drei Masken Verlag, 1921.
- Geschichte der jüngsten russischen Revolution. — Berlin: «Der Firn». Verlag für praktische Politik und geistige Erneuerung, 1922.
- Die Orientpolitik der III. Internationale. — Berlin: Deutsche Verlagsanstalt für Politik und Geschichte, 1922.
- Staatsmänner und Abenteurer. Russische Porträts von Witte bis Trotzki, 1891—1925. — Leipzig: C. L. Hirschfeld, 1925.
- Der neue Osten. Wandlungen und Aussichten. — Berlin: E. S. Mittler & Sohn, 1926.
- Geschichte des russischen Bürgerkriegs. — Berlin: E. Laub'sche Verlh. , 1927.
- (mit Friedrich Steinmann) Konstantin Petrowitsch Pobjedonoszew, der Staatsmann der Reaktion unter Alexander III. — Königsberg, Berlin: Ost-Europa-Verl. 1933.
- Aus Kindheits- und Jugenderinnerungen // Der Weg. — 1946. — № 18-32.